# Ліга (селище)
Ліга́ (рос. Лига, ерз. Лига) — селище у складі Атяшевського району Мордовії, Росія. Входить до складу Козловського сільського поселення.

## Населення
Населення — 6 осіб (2010; 18 у 2002).
Національний склад (станом на 2002 рік):
- ерзяни — 100 %